# Scherragrafschaft

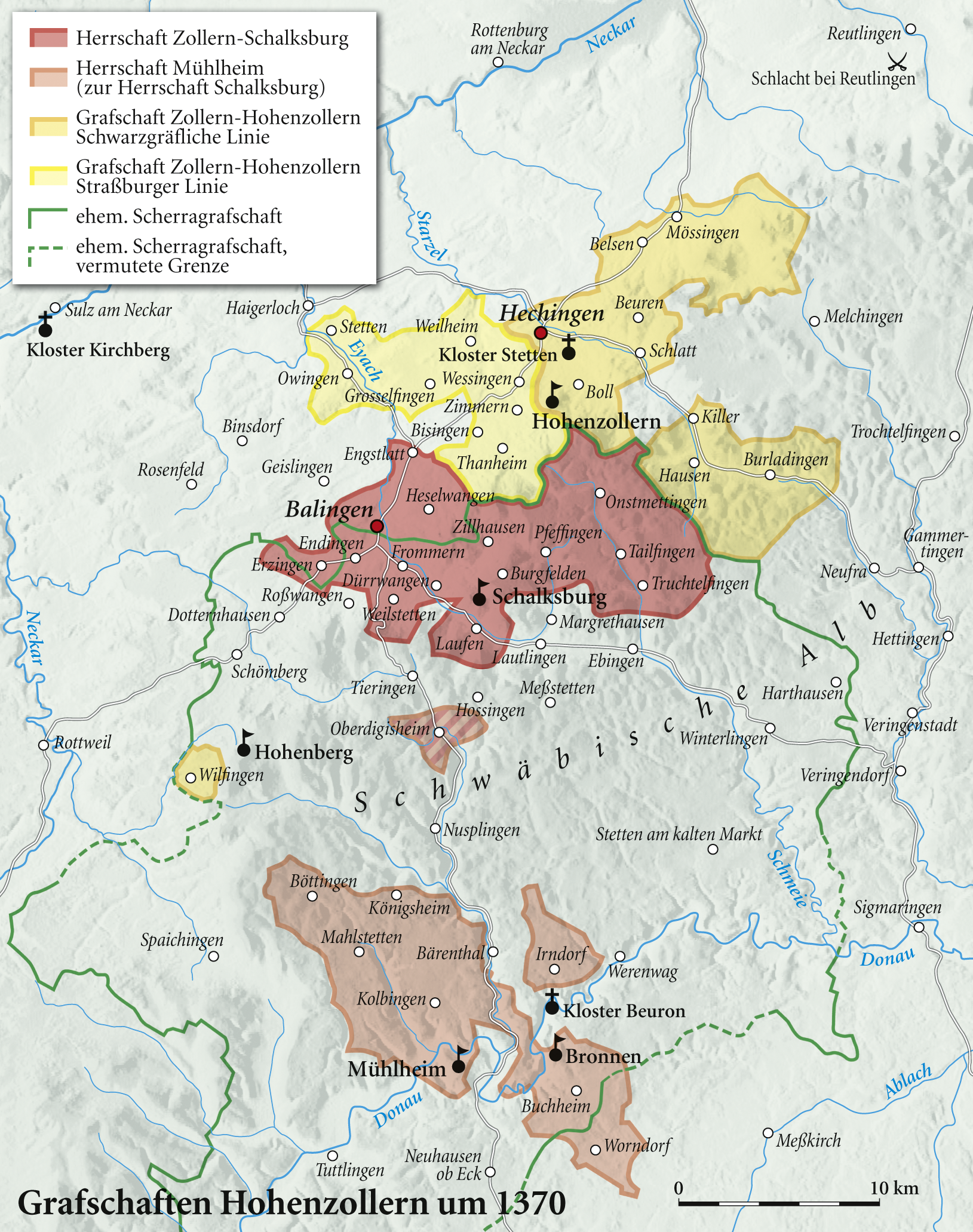
Territorium der Scherragrafschaft

Die Scherragrafschaft, so genannt seit 854, auch Scherragau, ist ein frühmittelalterliches Territorium, das zum Herzogtum Schwaben gehörte und aus der Baar hervorging.

## Geschichte
Der Name leitet sich vom althochdeutschen scorra ab und bezieht sich vermutlich auf die schroffen Felsen des Donau- und Schmeientals und der Balinger Berge. Die Grenzen deckten sich mit alten kirchlichen Verwaltungsgrenzen. Auch an unterschiedlichen Maßsystemen lassen sich die Grenzen festmachen. Bis ins 15. Jahrhundert war die Bezeichnung uf der Scheer noch weit verbreitet. Auch in der Abgrenzung des Forsts auf der Scheer blieben die alten Grenzen sichtbar.
Aus dem Gebiet der Scherragrafschaft gelten die Grafen von Hohenberg als Nachfolger.

## Die Scherra-Grafen
- Graf Karaman (von 797 bis 834)